# 泰克桑納區

36°39′38″N 5°47′28″E / 36.6606°N 5.7910°E
泰克桑納區（阿拉伯语：‎），是阿爾及利亞的行政區，位於該國東北部，由吉傑勒省負責管轄，首府設於泰克桑納，面積178平方公里，1998年人口36,413人，人口密度每平方公里200人。